# Heimethus Todtmoos

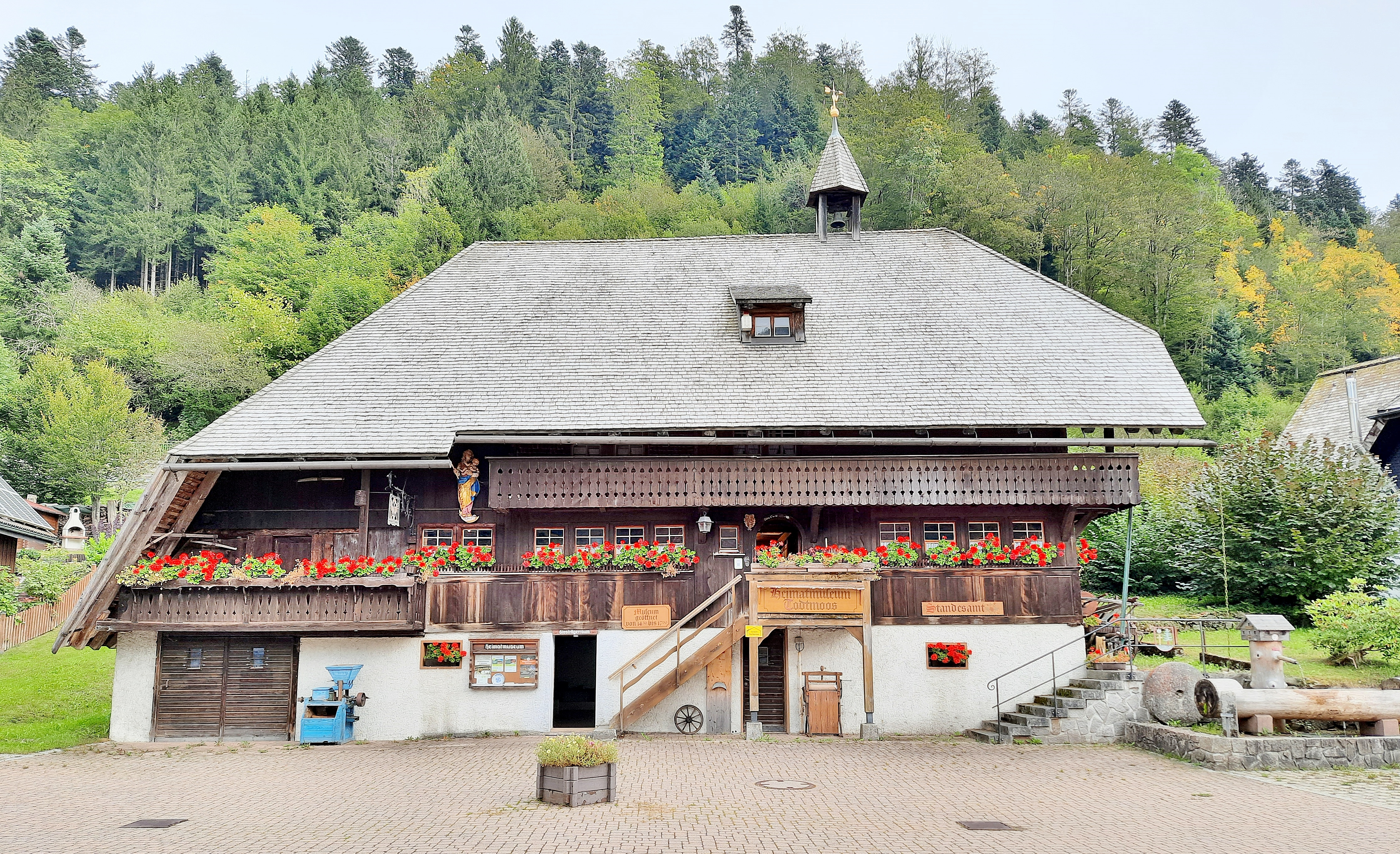
Das Heimethus in Todtmoos

Das im alemannischen Heimethus genannte Heimatmuseum Todtmoos ist ein historisches Schwarzwaldhaus und Heimatmuseum. Es befindet sich in Todtmoos im Hotzenwald im Landkreis Waldshut.
Das Heimethus wurde 1991 in einem schindelgedeckten, über 250 Jahre alten Schwarzwaldhaus eingerichtet, das noch die traditionellen Firstsäulen aufweist. Bürger aus Todtmoos und Umgebung haben das Haus mit zahlreichen Objekten der Alltagskultur aus den vergangenen Jahrhunderten ausgestattet. Die heimatgeschichtliche und volkskundliche Sammlung zeigt Werkzeuge, etwa der Drechsler und Schnefler, zur Geschichte des Lebkuchenhandels sowie Hausgeräte aus der hier einst weit verbreiteten Heimarbeit der Baumwoll-Spinnerei, der Weberei und dem Handwerk bis zur Land- und Forstwirtschaft. Außerdem gibt es einen extra Raum zur Geschichte der Glasträger und Glashütten, da Todtmoos auch am Glasträgerweg liegt. 
Auch die Wallfahrt zur Kirche Unserer Lieben Frau zu Todtmoos und der Kurbetrieb sind Thema der Ausstellung.

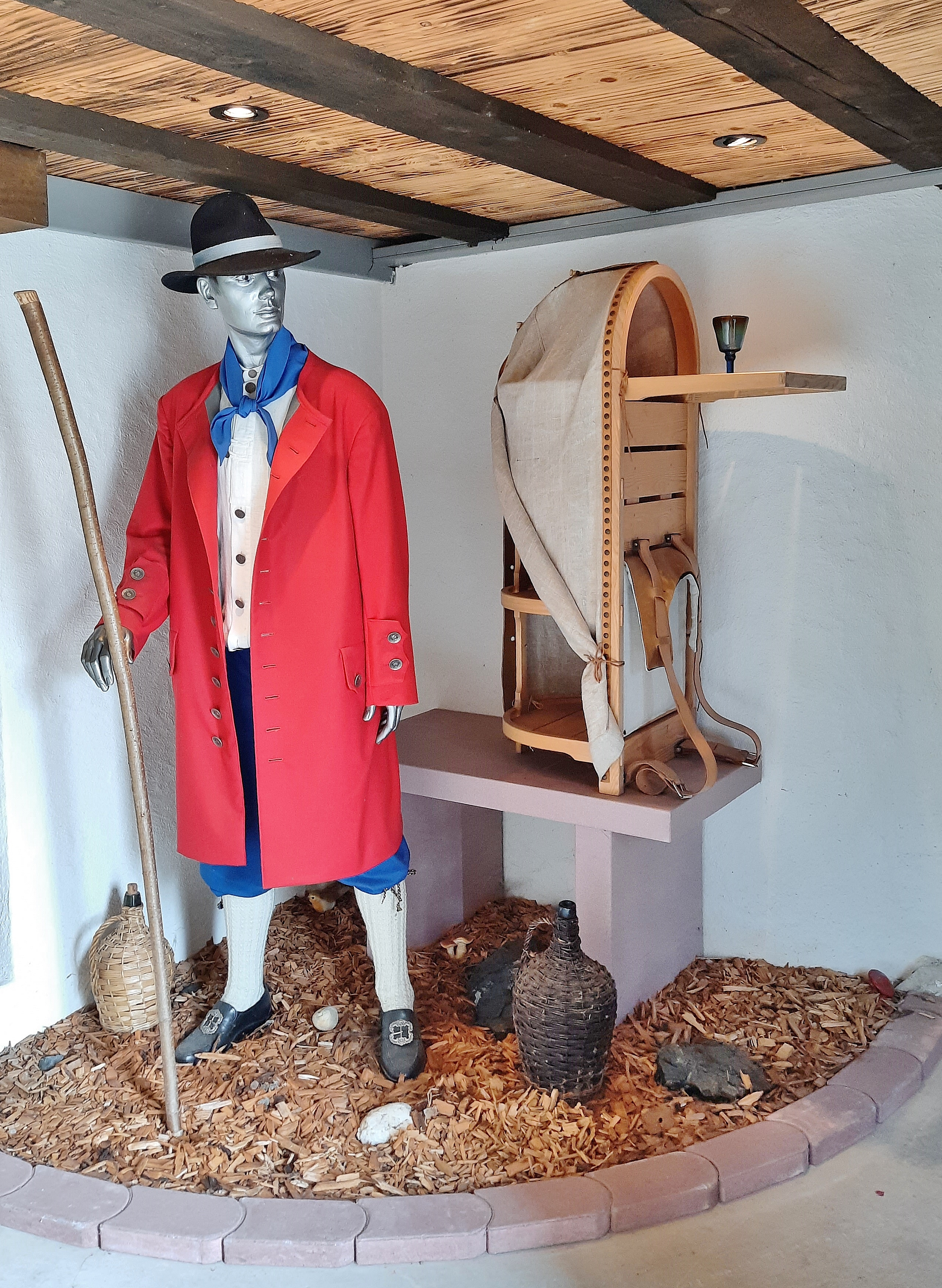
Glasträgerfigur im Heimethus Todtmoos